# Lipari (otok)
Lipari je najveći od Liparskih otoka, u Tirenskom moru, na jugu Italije. Po otoku se zove i najveći otočni grad i komuna, koja administrativno pripada gradu Messini.
Na otoku živi 12 821 ljudi, a ljeti, s turistima, broj doseže i 20 000.

## Geografija
Otok Lipari je najveći u nizu vulkanskih otoka smještenih između vulkana Vezuva i Etne. Površina otoka je 37.6 km2, a od Sicilije je udaljen 30 km. Osim najvećeg grada Liparija, većina stanovnika s cjelogodišnjim boravkom żivi u 4 sela:
- Pianoconte se nalazi zapadno od grada Liparija
- Quattropani je sjeverozapadno
- Acquacalda je na sjevernoj obali
- Canneto je na istočnoj obali, sjeverno od Liparija

Najveći vrh otoka je Monte Chirica, 602 m/nm

## Geologija
Lipari je, prema mišljenju geologa, stvoren u seriji od 4 vulkanska kretanja, od kojih je najvažniji bio onaj treći po redu, koji je vjerojatno trajao od 20 000 do 13 000 godina pr. Kr. Sljedeći važni događaj se vjerojatno zbio oko 9 000 godina pr. Kr. Posljednja zabilježena erupcija dogodila se u 5. stoljeću, kada je vjetrom nošen plovučac, zajedno s vulkanskim pepelom, prekrio rimska sela na otoku. Vulkani se smatraju aktivnima, a još uvijek se mogu vidjeti parni fumaroli i hidrotermalna aktivnost. Otok je, zbog svog vulkanskog porijekla, prekriven plovučcem i obsidijanom. Rudarenje plovučca je važna industrijska aktivnost na Lipariju, a svijetli plovučac se izvozi diljem svijeta.

## Povijest

### Neolitik
U neolitiku je Lipari, kao i obližnja Sardinija, bio jedan od središta trgovine obsidijanom, tvrdim crnim vulkanskim staklom koje je u tom periodu bilo vrijedan materijal, jer se od njega mogao napraviti vrlo oštar nož. Lipari je u tom periodu imao dosta burnu povijest, o čemu svjedoče nedavna otkrića nekoliko nekropola i drugih arheoloških artefakata. Čini se da je otok bio naseljen već 5000 godina pr. Kr., a lokalna legenda govori o Liparusu kao vođi naroda koji je došao iz Kampanije.

### Kasno brončano doba
U mikenskom periodu, Lipari je bio izvor keramičkog posuđa od perioda LHI do perioda LHIII.

### Željezno doba
Prema arheološkim istraživanjima, u kojima je otkriveno mnoštvo kućanskih artefakata, u 9. stoljeću je došlo do nasilnog paljenja jedne lokacije civilizacije Ausoni, a s obzirom na to da objekti na lokaciji nisu obnovljeni, povjesničari sumnjaju da je u tom periodu moglo doći do prekida neprekidne naseljenosti otoka.

### Staro-grčki period
Grčki kolonisti s Knidosa na otok su došli oko 580. pr. Kr., nakon neuspješnog pokušaja kolonizacije Sicilije koji je završio ubojstvom njohovog vođe Pentathlosa. Naselili su na mjestu na kojem se danas nalazi selo Castello. Kolonija se, protiv  Etruščana, uspješno izborila za nadzor nad Tirenskim morem. Kartaga je 394. pr. Kr. godine, u vrijeme sukoba s Dionizijem I. Sirakuškim, nakratko uspjela zauzeti otok, a nakon njihovog odlaska, polis Lipari je ušao u savez s Dionizijem i njegovom novom kolonijom na Tyndarisu. Lipari se uspješno razvijao, no 304. pr. Kr. godine, Agatoklo zauzima grad na prevaru, nakon čega u oluji na moru gubi sav osvojeni plijen. U Eolskom muzeju u Lipariju se nalazi mnoštvo objekata s brodskih olupina koji su tijekom vremena izronjeni.
U prvom punskom ratu, Lipari postaje kartaška pomorska baza, a 251./252. pr. Kr. ga osvajaju Rimljani. Agripa zauzima otok u Oktavijanovoj vojnoj kampanji protiv Pompeja. Pod Rimom, zbog svojih termalnih kupki (koje su i danas u uporabi), otok postaje poznatim mjestom za odmor.